# Skoki do wody na Mistrzostwach Świata w Pływaniu 2024 – wieża 10 m synchronicznie par mieszanych
Wieża 10 m synchronicznie par mieszanych – jedna z konkurencji rozgrywanych w ramach skoków do wody, podczas mistrzostw świata w pływaniu w 2024. Zawody w tej konkurencji rozegrano 3 lutego, udział w nich brało 9 duetów.
Zwycięzcami konkurencji okazali się reprezentanci Chin Huang Jianjie i Zhang Jiaqi. Drugą pozycję zajęli zawodnicy z Korei Północnej Im Yong-myong i Jo Jin-mi, trzecią zaś reprezentujący Meksyk Kevin Berlín i Alejandra Estudillo.

## Wyniki
| Miejsce | Zawodnicy                          | Państwo           | Wynik  |
| ------- | ---------------------------------- | ----------------- | ------ |
| 01 !    | Huang Jianjie Zhang Jiaqi          | Chiny             | 353,82 |
| 02 !    | Im Yong-myong Jo Jin-mi            | Korea Północna    | 303,96 |
| 03 !    | Kevin Berlín Alejandra Estudillo   | Meksyk            | 296,13 |
| 4.      | Tyler Wills Bayleigh Cranford      | Stany Zjednoczone | 291,90 |
| 5.      | Tom Waldsteiner Elena Wassen       | Niemcy            | 291,42 |
| 6.      | Shin Jung-whi Kim Na-hyun          | Korea Południowa  | 262,80 |
| 7.      | Max Liñan Ana Carvajal             | Hiszpania         | 242,76 |
| 8.      | Eduard Timbretti Gugiu Irene Pesce | Włochy            | 186,36 |
| 9.      | Zhang Hoi Lo Ka Wai                | Makau             | 180,03 |